# Lignes régionales de Catalogne
Les lignes régionales de Catalogne (en catalan : línies de regionals a Catalunya) sont des lignes de chemin de fer exploitées par Renfe Operadora, principalement sur des lignes classiques à écartement ibérique, qui relient les villes de Catalogne entre elles et avec quelques villes de la Communauté valencienne, de l'Aragon et des Pyrénées-Orientales.
Les trains régionaux de Catalogne sont regroupés sous l'appellation Rodalies de Catalunya. Ce sont les lignes R11 à R17 (sauf la R12 supprimée en 2024). La ligne R3 a un service mixte : Rodalies de Barcelone jusqu'à Vic puis ligne régionale de Vic à Latour-de-Carol.
Les lignes desservant l'extérieur de la Catalogne sont appelées Media Distancia Renfe (Moyenne Distance Renfe), incluant les lignes qui vont à Saragosse (Ca6 et R43) et Valence (L7), tandis que les services régionaux à grande vitesse sont appelés Avant.

## Services

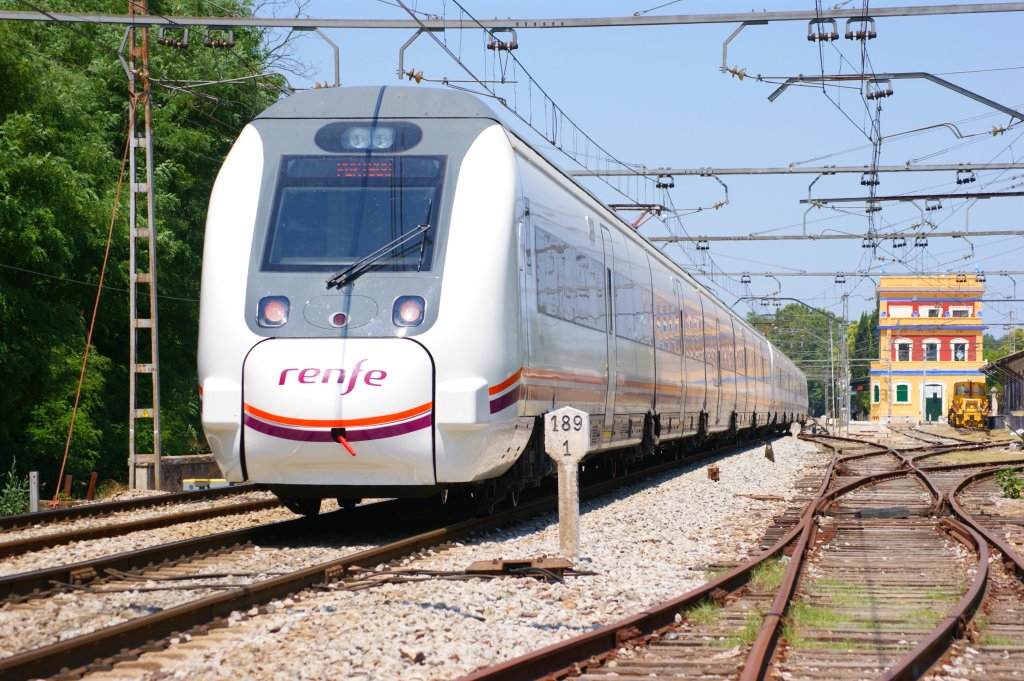
R11 à Caldes de Malavella, Selva

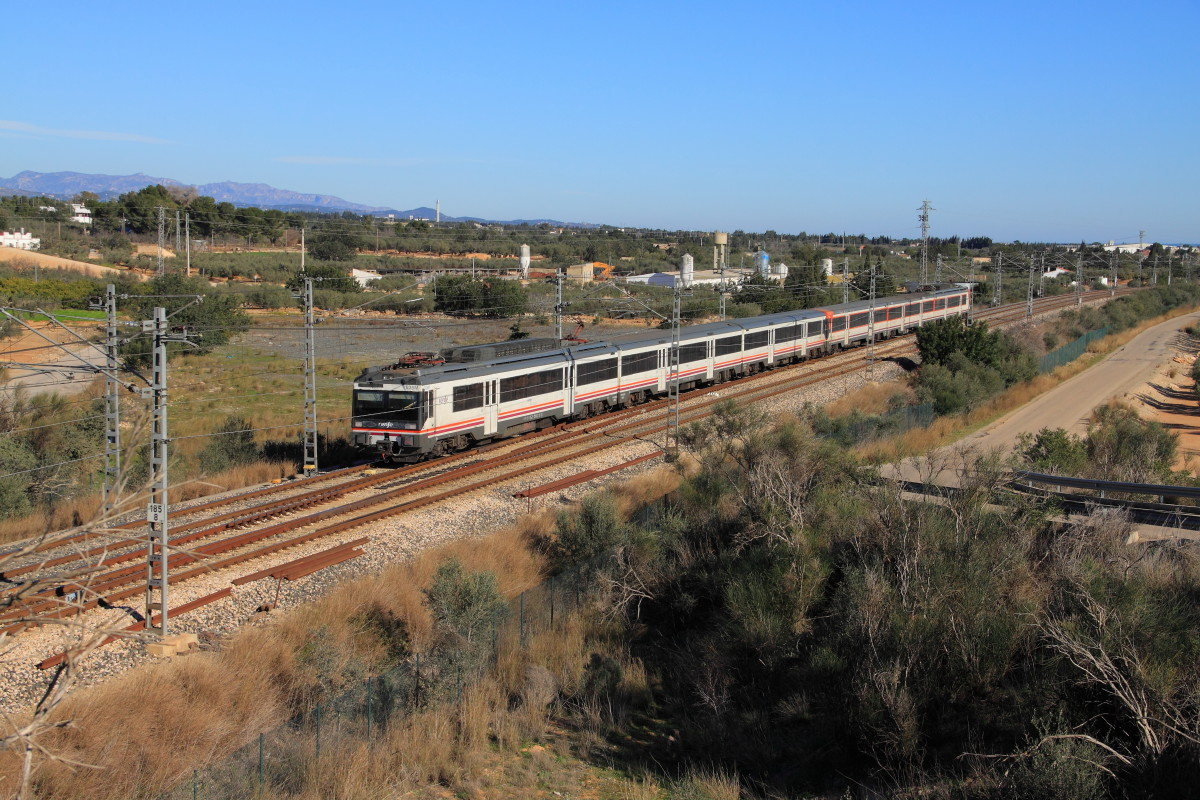
R16 à l'Aldea, Baix Ebre

Il y a 3 types de services : deux par les lignes classiques et un par les LGV :
- Regional : ces trains roulent sur des lignes classiques et desservent toutes les gares.
- Regional Exprés : ces trains roulent aussi sur des lignes classiques, mais ils ne desservent que certaines gares un peu plus grandes. Le matériel roulant caractéristique de ces lignes est les unités 470.
- Avant : ces trains circulent sur des LGV et sont à grande vitesse.

| Lignes               | Origine/Destination       | Origine/Destination       | Arrêts intermédiaires                            |
| -------------------- | ------------------------- | ------------------------- | ------------------------------------------------ |
|                      | L'Hospitalet de Llobregat | Latour-de-Carol - Enveitg | Ripoll · Ribes de Freser · La Molina · Puigcerdà |
|                      | Barcelone-Sants           | Portbou / Cerbère         | Sant Celoni · Gérone · Figueres                  |
|                      | Barcelone-França          | Lérida Pyrénées           | Roda de Barà · Valls · Montblanc                 |
|                      | Barcelone-França          | Lérida Pyrénées           | Tarragone · Reus · Montblanc                     |
|                      | Barcelone-França          | Riba-roja d'Ebre          | Tarragone · Reus · Móra la Nova · Flix           |
|                      | Barcelone-França          | Tortosa                   | Tarragone                                        |
|                      | Barcelone-França          | Salou-Port Aventura       | Tarragone                                        |
| 34                   | Barcelone-França          | Saragosse-Delicias        | Tarragone · Reus · Riba-roja d'Ebre · Caspe      |
| 38                   | Lérida Pyrénées           | Saragosse-Delicias        | Monzón                                           |
| 50                   | Tortosa                   | Valence-Nord              | Vinaròs · Castelló de la Plana                   |
| LGV Madrid-Barcelone |                           |                           |                                                  |
|                      | Lérida Pyrénées           | Barcelone-Sants           | Camp de Tarragone                                |
|                      | Figueres-Vilafant         | Barcelone-Sants           | Gérone                                           |
|                      | Tortosa                   | Barcelone-Sants           | Camp de Tarragone                                |

En Catalogne, la seule ligne régionale n'étant pas exploitée par Renfe est la ligne RL2 (Lérida - La Pobla de Segur) de FGC.